# Emily Bergl
Emily Anne Bergl (Milton Keynes, 25 april 1975) - is een Engels-Amerikaanse film-, toneel- en televisieactrice. Ze werd in 2000 genomineerd voor een Saturn Award voor haar hoofdrol als Rachel Lang  in The Rage: Carrie 2 en voor dezelfde prijs in 2003 voor haar hoofdrol als Lisa Clarke  in de miniserie Taken.

## Filmografie
| Jaar      | Film/tv                      | Rol                   | Noten |
| --------- | ---------------------------- | --------------------- | --- |
| 1999      | Wasteland                    | Corie                 | 1 episode, "Indian Summer"                                                                                 |
| 1999      | The Rage: Carrie 2           | Rachel Lang           | |
| 2000      | NYPD Blue                    | Anya Weiss            | 1 episode, "Welcome to New York"                                                                           |
| 2000      | ER                           | Gloria Milton         | 1 episode, "May Day"                                                                                       |
| 2000      | Chasing Sleep                | Sadie                 | |
| 2001      | Happy Campers                | Talia                 | |
| 2001      | Providence                   |                       | 3 episodes, "Meet Joe Connelly", "Trial & Error" and "Rule Number One"                                     |
| 2002      | Taken                        | Lisa Clarke - Adult   | tv-miniserie (5 episodes, "Charlie and Lisa", "God's Equation", "Dropping the Dishes", "John" and "Taken") |
| 2003      | Final Draft                  | Helga                 | |
| 2001-2003 | Gilmore Girls                | Francie Jarvis        | (4 episodes, "Like Mother, Like Daughter", "Haunted Leg", "That'll Do, Pig" en "I Solemnly Swear")         |
| 2003      | Star Trek: Enterprise        | Bethany               | 1 episode, "North Star"                                                                                    |
| 2004      | CSI: Miami                   | Melanie Hines         | 1 episode, "Blood Moon"                                                                                    |
| 2005      | The Hard Easy                | Natalie               | |
| 2006      | Law & Order: Criminal Intent | Alice                 | 1 episode, "Vacancy"                                                                                       |
| 2006      | Fur                          | Allan's New Assistant | |
| 2006-2008 | Men in Trees                 | Annie O'Donnell       | 36 episodes                                                                                                |
| 2008      | The Governor's Wife          | Dr. Heather McManus   | (tv) |
| 2009-2011 | Southland                    | Tammy Bryant          | 9 episodes                                                                                                 |
| 2009      | Medium                       | Victoria              | 1 episode, "Things to do in Phoenix when you're dead".                                                     |
| 2009      | Date Blind                   | Susan                 | |
| 2009      | The Good Wife                | Bree                  | 3 episodes                                                                                                 |
| 2010      | Grey's Anatomy               | Trisha                | 1 episode, ″Shiny Happy People″                                                                            |
| 2010-2011 | Desperate Housewives         | Beth Young            | |
| 2011      | Grassroots                   | Theresa Glendon       | |